# Красний Октябр (Каргапольський район)
Кра́сний Октя́бр (рос. Красный Октябрь) — селище міського типу у складі Каргапольського району Курганської області, Росія. Адміністративний центр та єдиний населений пункт Краснооктябрського міського поселення.
Населення — 4290 осіб (2017; 4234 у 2010, 4178 у 2002).